# Prinsbisdom Trente

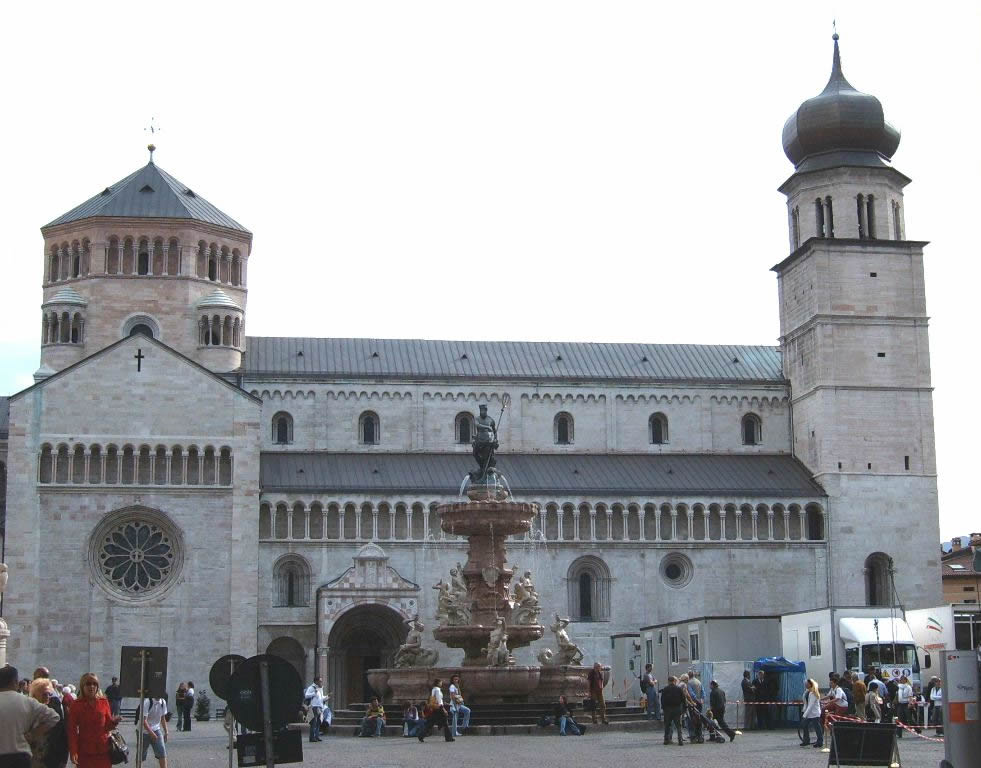
Dom Sint Vigilius in Trente

Het prinsbisdom Trente (Duits: Trient, Italiaans: Trento) was een tot de Oostenrijkse Kreits behorend prinsbisdom binnen het Heilige Roomse Rijk. Het gebied grensde aan drie kanten aan de republiek Venetië. Het prinsbisdom had rond 1800 een oppervlakte van 4152 km².
Volgens een legende is Trente al van in de 1e eeuw een bisschopszetel, maar als eerste bisschop is toch pas in het jaar 381 Abundatius gekend. Het bisdom maakte deel uit van de kerkprovincie Aquileia. In 952 kwam Trente als een deel van het markgraafschap Verona aan het hertogdom Beieren.
In 1004 kreeg de bisschop het graafschap Trente en in 1027 de graafschappen Bozen (afgesplitst van het graafschap Norital) en Vinschgau. Daardoor ontstond het rijksonmiddellijk hoogsticht, dat zich uitstrekte tot buiten de grenzen van de diocees.
Sinds ongeveer 1150 oefenden de graven van Tirol de voogdij over het prinsbisdom uit. De graven ontnamen Trente de noordelijke Duitstalige gebieden. In 1462/1531 ging Bozen definitief verloren. In het zuiden verloor Trente gebied aan de republiek Venetië: de vier vicariaten (1411), Rovereto (1416) en Riva (1440).
In de 16e eeuw was de bisschop van Trente gastheer van het Concilie van Trente
De Reichsdeputationshauptschluss van 25 februari 1803 kende in paragraaf 1 het prinsbisdom aan Oostenrijk toe als schadeloosstelling voor de afstand van de rijkslandvoogdij Ortenau. Oostenrijk voegde het gebied weer bij het graafschap Tirol.
In artikel 8 van de Vrede van Presburg van 26 december 1805 stond het keizerrijk Oostenrijk het graafschap Tirol inclusief het vorstendom Trente af aan het koninkrijk Beieren.
Bij de verdeling van Tirol in 1810 onder de koninkrijken Beieren en Italië en de Illyrische Provincies van het Franse keizerrijk kwam het voormalige prinsbisdom bij Italië.
Het Congres van Wenen in 1815 herstelde de situatie van voor 1805: Tirol met Trente kwam weer bij Oostenrijk.
Trente werd de zetel van het aartsbisdom Trente in 1929. De bisschoppen bleven de titel van vorst voeren tot in 1951.